# 東武バスウエスト川越営業事務所

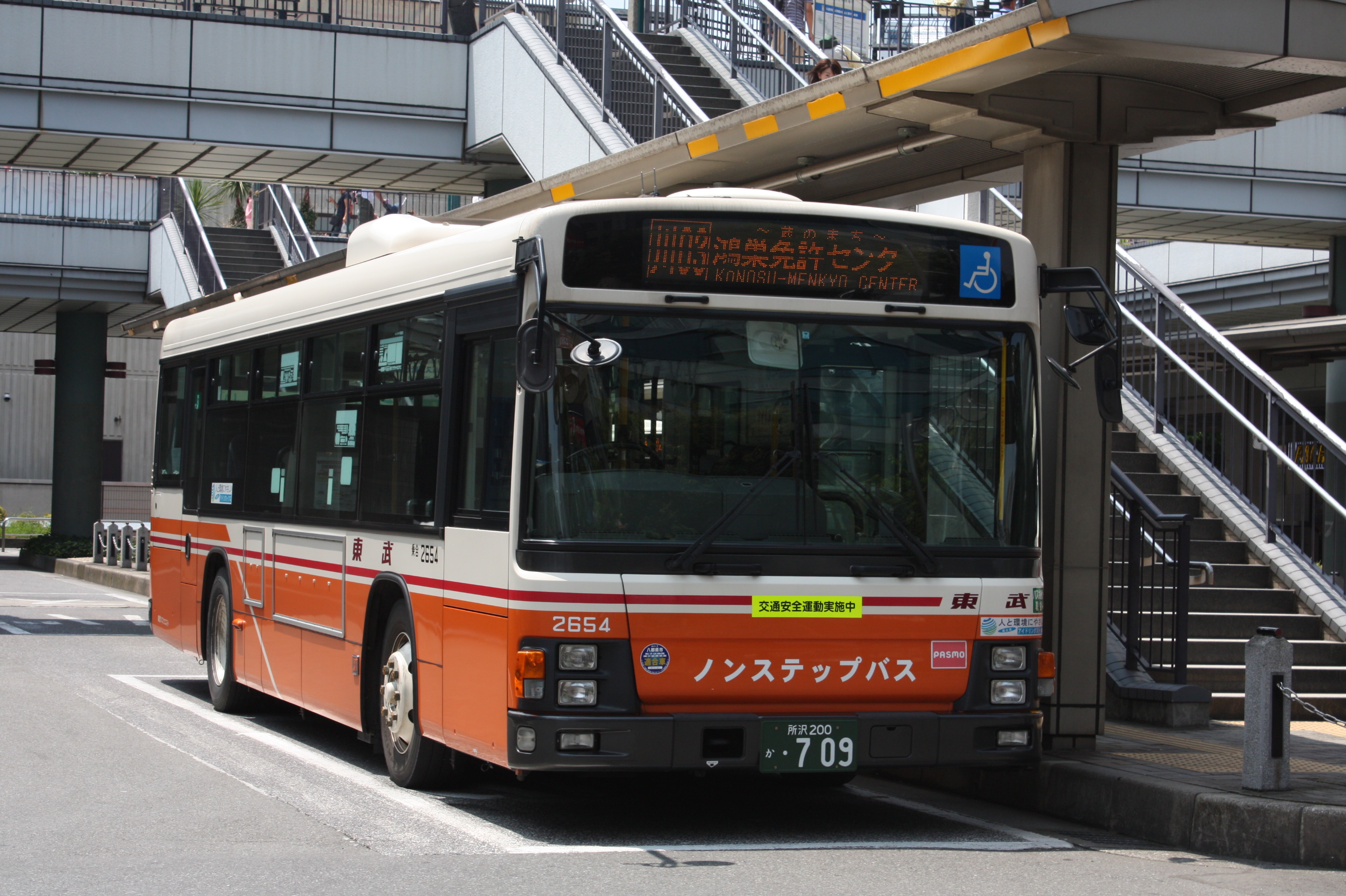
川越営業事務所所属車

東武バスウエスト川越営業事務所（とうぶバスウエストかわごええいぎょうじむしょ）は、埼玉県川越市神明町にある東武バスウエストの営業所。傘下に坂戸営業所を持つ。以前は新座営業所（現・新座営業事務所）も傘下にあった。東武バスの営業所としては最も古い営業所である。かつては国際興業バス川越営業所が、道を挟んで斜め向かいにあり、そちらもバス停は「神明町車庫」と称した。所属車両のナンバーは川越ナンバー（川越ナンバー誕生以前は所沢ナンバー）。
川越駅（東口）をターミナルとし、川越市内及び川越市から北側の各駅・自治体を結ぶ路線を所管している。さらに、2008 - 2009年にかけて新座営業所から上福岡駅・ふじみ野駅発着の路線を移管しており、現在は川越エリアと上福岡・ふじみ野エリアの2エリア体制となっている。

## 沿革
- 1934年（昭和9年）4月 - 東武鉄道川越営業所として設立。

川越西町駅 - 越生梅園、川越西町駅 - 神明町、川越西町駅 - 高坂駅の3路線運行開始。
その後、川越・坂戸・東松山周辺を中心に路線を展開。
- 1939年（昭和14年）6月 - バス事業を東武自動車へ移管。
- 1947年（昭和22年）2月 - 東武鉄道が東武自動車を合併。
- 1962年（昭和37年）3月 - 現在地（神明町）へ車庫移転。
- 1963年（昭和38年）12月 - 川越駅 - 赤城山間急行バス運行開始。
- 1977年（昭和52年）4月1日 - 越生出張所を移転し、川越営業所坂戸出張所開設。
- 1989年（昭和64年）1月5日 - 川越03系統（川越駅 - 鴻巣車庫線）を免許センターへ延長。
- 1989年（平成元年）4月1日 - 東松山出張所を川越営業所東松山出張所に組織変更。
- 1996年（平成8年） - 川越シャトル運行開始。
- 1997年（平成9年）4月1日 - 東松山出張所を移転し、熊谷営業所森林公園出張所開設。
- 2001年（平成13年）4月1日 - 森林公園出張所を川越営業所森林公園出張所に組織変更。
- 2002年（平成14年）4月1日 - 東武バスウエスト川越営業事務所になる。坂戸出張所を坂戸営業所に改名し、新座営業所と共に傘下営業所化。森林公園出張所は川越観光自動車へ移管。
- 2003年（平成15年） - 東松山駅 - 高坂駅線･川越駅 - 上福岡駅線（3月31日限り）廃止。
- 2006年（平成18年）7月20日 - 坂戸駅南口 - 川越駅西口 - 成田空港線運行開始。
- 2007年（平成19年）3月18日 - 川越営業事務所管内の路線全てにPASMOを導入
- 2008年（平成20年）3月31日 - 上福岡駅西口発着の路線を新座営業事務所より移管。
- 2008年（平成20年）4月25日 - ミッドナイトアロー東松山・森林公園駅運行開始。
- 2009年（平成20年）4月1日 - ふじみ野駅西口発着の路線を新座営業事務所より一部移管（のちに完全移管）。
- 2009年（平成21年）4月15日 - 小江戸川越（神明町車庫･本川越駅･川越駅西口）- 東京ディズニーリゾート・新浦安線運行開始。
- 2012年（平成24年）10月29日 - 川越05系統（川越駅 - 月吉町 - 神明町車庫線）運行開始。[1]
- 2020年（令和2年）11月19日 - 翌日の改正をもってミッドナイトアロー東松山・森林公園駅線の系統廃止[2]。（実際には廃止以前から新型コロナウイルス感染症の流行により運休）
- 2021年（令和3年）3月31日 - 同日限りで東松山駅 - 松山神明町間・桶川駅西口 - 下日出谷間の100円運賃を廃止[3]、および交通系ICカード使用時の特典バスチケットの付与を終了[4]。
- 2022年（令和4年）8月1日 - 川越09系統（川越駅 - パイオニア線）から川越営業事務所が撤退する[5]。
- 2024年（令和6年）7月5日 - 同日の運行をもって鶴01系統（ふじみ野駅西口 - 鶴瀬駅東口線）を廃止[6]。

## 輸送人数
- 12,652人（2005年度、1日平均）[7]
- 14,300人（2018年度、1日平均）[8]
- 9,800人（2020年度、1日平均）[9]

## 現行路線

### 川越駅発着
川越08系統と小江戸名所めぐり線を除く全路線は本川越駅を経由し、川越05・川越06・川越08・名02系統を除く各路線が蔵の街を経由する。なお、案内上は「川越○○」だが、川越所属車両は「川○○」の表示で運行されていた。しかし、現在は「川越◯◯」という表示になっている（川越営業所車両は「川越」が縦書きで数字がその横、他営業所車両は「川越」が横書きで数字はその下）。なお、川越駅東口・西口 - 本川越駅間は、ワンコインバス（通常大人100円で利用可能）扱いを行っている。

#### 川越駅 - 神明町車庫線
- 川越01：川越駅 - 札の辻 - 神明町車庫

- 川越05：川越駅 - 月吉町 - 神明町車庫　※蔵の街非経由

川越01は短距離路線ながら当業所のメイン路線であり、日中でも1時間に4 - 6本運行されている。蔵の街を通る路線の中でも本数が多いので観光客の利用も多い。

#### 川越駅 - 城西高校 - 八幡団地 - 東松山駅線
- 川越02：川越駅 - 札の辻 - 神明町車庫 - 城西高校 - 川島郵便局前 - 八幡団地（八幡団地行深夜バスを運行）
- 川越02：川越駅 - 札の辻 - 神明町車庫 - 城西高校 - 川島郵便局前 - 八幡団地 - 古凍 - 東松山駅
- 川越02：神明町車庫 → 城西高校 → 川島郵便局前 → 八幡団地 → 古凍 → 東松山駅（早朝の出庫のみ）

川越02は、国道254号線に沿うように走る路線であるが国道254号線自体をメインに通るのは八幡団地 - 東松山駅間である。川越02はそのほとんどが八幡団地までの運行であり、東松山駅まで向かう便は1日10本以下と非常に少ない。平日早朝の初便のみ神明町車庫から東松山駅まで運行される出庫便がある。
東松山駅 - 松山神明町間はワンコイン運賃が設定されていたが2021年4月以降は通常初乗り運賃が適用される。
2025年4月1日より、八幡団地までの区間が、坂戸営業所との共同運行となった。

#### 川越駅 - 城西高校 - 小見野 - 鴻巣駅 - 鴻巣免許センター線
- 川越03：川越駅 - 札の辻 - 神明町車庫 - 城西高校 - 平沼 - 小見野 - 古名 - 鴻巣駅 - 鴻巣免許センター（平日のみ。鴻巣免許センター行きは鴻巣駅東口、川越駅行きは鴻巣駅西口経由）
- 川越03：川越駅 - 札の辻 - 神明町車庫 - 城西高校 - 平沼 - 小見野 - 古名 - 鴻巣駅西口
- 川越03：川越駅 - 札の辻 - 神明町車庫 - 城西高校 - 平沼 - 小見野 - 新荒子

当営業所屈指の長距離路線で平日の日中は鴻巣駅から先、鴻巣免許センターまで、平日早朝・深夜と土休日は鴻巣駅止まりとなる。川島農協前や川島町役場の近くを通る。
主に埼玉県道76号線を北上していく。運行間隔は時間帯によって大幅に異なり、30～180分程度となっている。鴻巣駅付近は免許センター方向が鴻巣駅東口経由、川越駅方向と鴻巣駅折り返しが鴻巣駅西口経由で経路が異なっている。
川越駅発20時以降の便は、荒子を過ぎると県道76号線を離れて新荒子で終点になり鴻巣駅までは行かない。このバスは新荒子で折返し回送になる。また朝の平日6時台に1本だけ新荒子始発があるが回送で到着するので、現在は新荒子で純粋に営業運転で折り返すバスはなく必ずどちらかは回送運転になる。

#### 川越駅 - 宮元町 - 山ヶ谷戸 - 桶川駅西口線
- 川越04：川越駅 - 札の辻 - 宮元町 - 釘無 - 山ヶ谷戸 - 日出谷 - 桶川駅西口
- 川越04：川越駅 - 札の辻 - 宮元町 - 釘無 - 山ヶ谷戸
- 川越04：神明町車庫 - 宮元町 - 釘無 - 山ヶ谷戸 - 日出谷 - 桶川駅西口

下日出谷 - 桶川駅西口間はワンコイン運賃が設定されていたが2021年4月以降は通常初乗り運賃が適用される。

#### 川越駅 - 埼玉医大 - 川越運動公園線
- 川越06：川越駅 - 松江町二丁目 - 川越氷川神社 - 埼玉医大総合医療センター （上尾営業所と共管）
- 川越06：川越駅 - 松江町二丁目 - 川越氷川神社 - 埼玉医大総合医療センター - 川越運動公園（上尾営業所と共管）

川越06のうち上尾市内へ入る便はすべて上尾営業所の担当である。

#### 川越駅 - 宮下町循環線
- 川越08：「宮下町循環」川越駅 → 通町 → 市役所前 → 川越氷川神社 → 市役所前 → 通町 → 川越駅（土休日1便のみ）

路線名の由来となった宮下町は、2017年2月27日に川越氷川神社に改称されたが、土休日1便のためか従来の路線名のままとなっている。

#### 川越駅 - 小江戸名所めぐり線

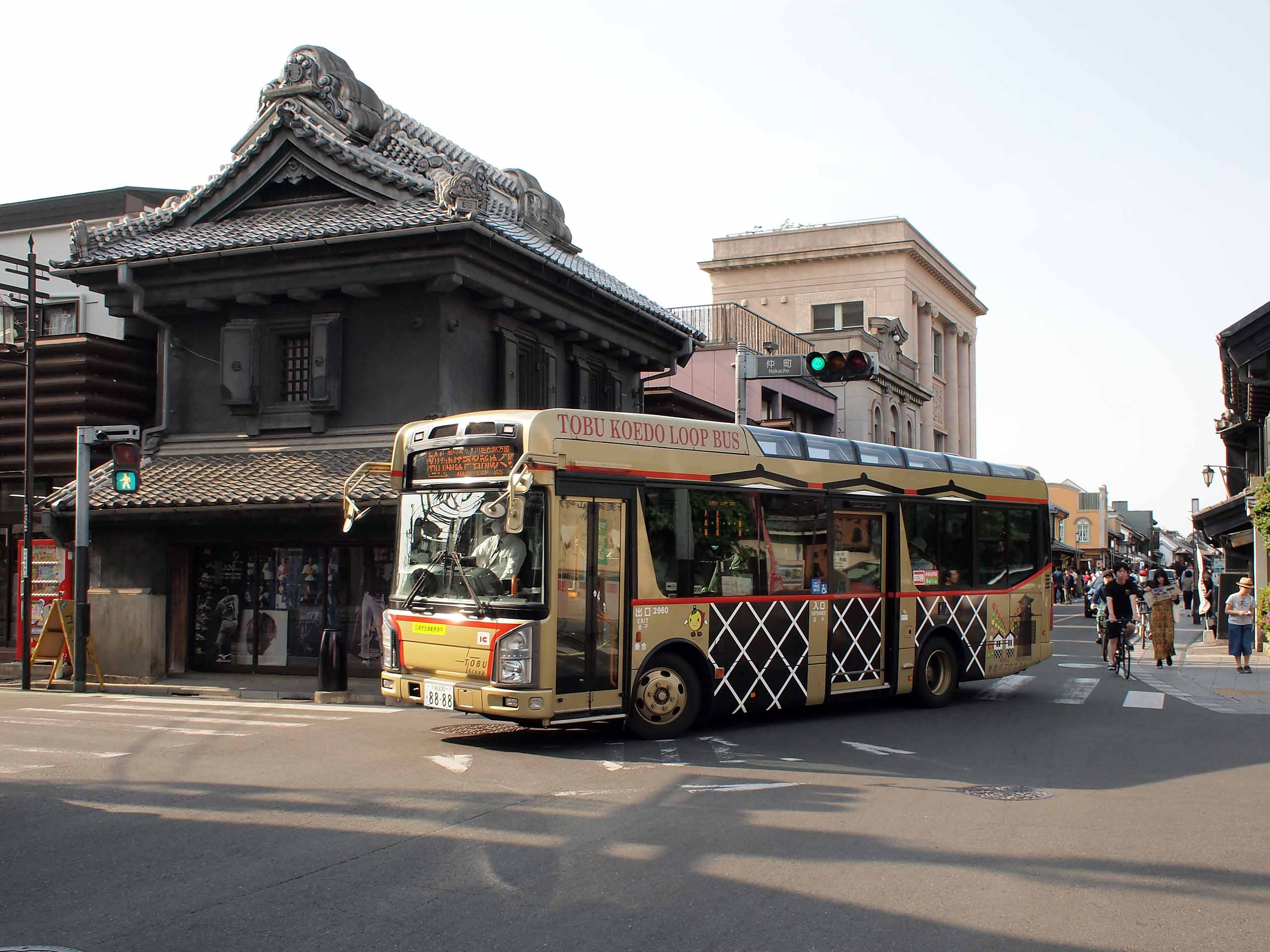
小江戸名所めぐりバス専用車

- 名01：「小江戸名所めぐり（喜多院先回り）」川越駅 → 喜多院前 → 札の辻 → 川越駅
- 名03：「小江戸名所めぐり（札の辻止まり）」川越駅 → 喜多院前 → 札の辻
名03は札の辻から神明町車庫へ回送し、入庫となる。

### 上福岡駅・ふじみ野駅発着
上福岡駅発着は、2008年3月31日に新座営業所より移管。ふじみ野駅発着は、2009年に新座との共管となったが、現在はすべて川越担当となっている。なお、同地区を走るふじみ野市内循環バス（東武バス運行受託）はその後も新座が担当していた（2016年4月1日山手ケアサービスによるふじみ野市内循環ワゴン発足をもって廃止）。

#### 上福岡駅西口 - 鶴ヶ岡循環線
- 上福03：「鶴ヶ岡循環」上福岡駅西口 → ビバモール前 → 鶴ヶ岡三丁目東 → 上福岡駅西口
- 上福04：上福岡駅西口 - 鶴ヶ岡一丁目 - さくら通り - 大井総合支所前

2006年（平成18年）12月18日に新座営業所により新設された路線である。途中狭隘路を走行するため、中型車を使用している。
上福04は上福03が食事休憩するために運行される系統のため、本数は少ない。
2017年（平成29年）2月27日より、「鶴ヶ岡保育所入口」停留所が「鶴ヶ岡三丁目東」に、「消防分署前」停留所が「鶴ヶ丘小学校入口」に改称された。
上福03は2025年7月22日のダイヤ改正より、終日ビバモール先回りのみの運行となった 。

#### ふじみ野駅西口 - 大井循環線
- ふじ01：「大井循環」ふじみ野駅西口 → ふじみ野高校 → 文京学院大学前 → 大井総合支所前 → ふじみ野高校 → ふじみ野駅西口
- ふじ01：ふじみ野駅西口 → ふじみ野高校 → 文京学院大学前 → 大井総合支所前 → さくら住宅
- ふじ01：文京学院大学前 → 大井総合支所前 → ふじみ野高校 → ふじみ野駅西口
大井循環線は1993年11月15日より、ふじみ野駅開設に伴い新設された路線である。それ以前は新座営業所（現・新座営業事務所）が鶴瀬駅東口 - 大井亀久保循環線（鶴01）を、川越営業所（現・川越営業事務所）が上福岡駅東口 - 大井循環線（上福01）などを運行していたものを統合し担当が新座に一本化された後、2009年に川越との共管の後、川越に完全移管した。

#### ふじみ野駅西口 - 上福岡駅東口線
- ふじ02：ふじみ野駅西口 - ふじみ野高校 - 文京学院大学前（上福岡駅方面）・大井総合支所前（ふじみ野駅方面） - 上福岡駅東口
大井循環線が食事休憩するために運行される。
2019年7月29日のダイヤ改正で平日・土休日ともに1本のみの運行となった。
2021年3月13日のダイヤ改正で本数が増加した。

#### ふじみ野駅西口 - イオン循環線
- ふじ03：「イオン循環」ふじみ野駅西口 → イオン大井店 → 大井総合支所前 → 文京学院大学前 → イオン大井店 → ふじみ野駅西口

2019年7月29日のダイヤ改正で平日1本のみの運行となった。

## 高速バス
- 坂戸駅南口 - 川越駅西口 - 成田空港線

川越観光自動車森林公園営業所・千葉交通成田営業所と共同運行。当初この2社で運行しており、2006年7月20日から東武バスウエストが加わって3社共同運行となった。
- 小江戸川越（神明町車庫-本川越駅-川越駅西口）・大宮駅西口 - 東京ディズニーリゾート線

京成トランジットバス（千鳥営業所）と共同運行。

## コミュニティバス
- 川越シャトル

※：同社担当路線及び運行区間については川越シャトル#現行路線を参照。

## 廃止路線
- 川越02：川越駅 - 福田（城西高校行きに路線延長）
- 川越02：川越駅 - 上伊草（戸守行きに路線延長）
- 川越02：川越駅 - 戸守（八幡団地開設に伴い路線短縮）
- 川越02：川越駅 - 城西高校
- 川越03：川越駅 - 荒子（新荒子行きに路線延長）
- 川越03：川越駅 - 鴻巣駅東口（鴻巣駅西口行に変更）
- 川越04：川越駅 - 牛ケ谷戸（山ケ谷戸行きに路線延長）
- 川越05：川越駅 - 芳野中学校（初代・川越05系統）
- 川越05：川越駅 - 芳野中学校 - 埼玉医大 -　川越駅 （芳野中学校先回り・埼玉医大先回り　川越駅行き<循環>）　＜初代・川越05系統＞、2008年3月31日で廃止
- 川越06：川越駅 - 松江町二丁目 - 川越氷川神社 - 埼玉医大総合医療センター - トワーム小江戸病院 - 川越運動公園（2023年4月1日廃止）[17]
- 川越07：神明町車庫 -（川越駅）- 上福岡駅（下の出入庫路線）
- 川越07：川越駅 - 上福岡駅 （2003年3月31日廃止）
- 川越11：川越駅 - 仙波町循環（初代・川越11系統）
- 川越11：川越駅 - 出丸
- 川越12：川越駅 - 川島循環
  - 川越11系統・川越12系統は、東松山駅 - 平方 - 大宮駅の路線廃止を受けて廃止区間の代替として開設されたが、廃止された。
- 上福01：上福岡駅 - 大井循環
- 上福03：上福岡駅 - ヤマハ（ふじ02（新座営業所所管）へ統合

- 鶴01：ふじみ野駅西口 → 苗間神明神社 → 鶴瀬駅東口
かつての鶴瀬 - 大井亀久保循環線のうち、ふじ01となった区間の残り。大井循環線が食事休憩するために、大型車で運用されていた。
2021年3月13日のダイヤ改正で平日1本片道のみの運行となった。[18]
鶴瀬駅東口始発便はすべての曜日で運行がなくなった。[19]
2024年7月5日をもって系統廃止。[6]
- 東松03：東松山駅 - 上中曽根
- 東松07：東松山駅 - 国立婦人教育会館
- 東松09：東松山駅 - 高坂駅 - 鳩山ニュータウン（同区間のみの高01は川越観光バスが運行）
- 高01：東松山駅 - 高坂駅
  - 2002年の森林公園出張所移管後、東松09のうち、東松山駅 - 高坂駅間のみが移管されずに残り、新たに高01として運行されていたもの。尚、系統番号が川越観光バスの高01と被っていた。運行は土休日1本のみで、2003年3月31日限りで廃止。
- 名02：「小江戸名所めぐり（蔵の街先回り）」川越駅 → 喜多院 → 川越駅
- ミッドナイトアロー東松山・森林公園駅：川越駅東口 → 本川越駅 → 森林公園駅北口
- 圏央ライナー川越湘南線：神明町車庫・本川越駅・川越駅西口 - 本厚木駅北口・辻堂駅北口・藤沢駅北口線
  - 神奈川中央交通西・平塚営業所と共同運行。2019年3月16日に運行を開始したが、2022年8月31日をもって撤退[20]。同年9月3日より神奈川中央交通西の単独運行となったが[21]、2024年3月31日をもって廃止された[22]。
- 上福03：「鶴ヶ岡循環（鶴ヶ岡三丁目東先回り）」上福岡駅西口 → 鶴ヶ岡三丁目東 → ビバモール前 → 上福岡駅西口(始発～14時)
  - 2025年7月22日のダイヤ改正でビバモール先回りへの運行統一により廃止

系統番号付与以前（ツーマン時代に廃止）
- 川越駅 - 熊谷駅（共管。ワンマン化時、川越駅 - 東松山駅、東松山駅 - 熊谷駅に分断）
- 川越駅 - 中山（ワンマン化時、上伊草行きに短縮）
- 川越駅 - 八ツ林（ワンマン化時、荒子行きに延長）
- 川越駅 - 北田島 - 下菅間（ワンマン化時、府川・下菅間経由芳野中学校行きに変更）
- 川越駅 - 大仙波 - 宮下町（ワンマン化時、宮下町循環に変更）
- 川越駅 - 仙波下 - 宮下町（ワンマン化時、仙波町循環に変更）
- 川越駅 - 南部循環
- 神明町車庫 - 池袋駅東口（共管）
- 神明町車庫 - 志木駅北口
- 神明町車庫 - 志木駅南口
- 神明町車庫 - 新河岸駅
- 神明町車庫 - 下新河岸
- 芳野中学校 - 下新河岸

## 車両
- 一般路線車日野・ブルーリボンを主とし、川越市内の観光路線「小江戸名所めぐりバス」には専用塗装を施した中型車の日野・レインボーが配置されている。小江戸名所めぐりは基本的に同車を使用するが、一般塗装の車両が使用されることもある。
- 2006年10月10日の川越ナンバー（ご当地ナンバー）の供用開始により、川越営業事務所に入る新車は川越ナンバーで登録される。
- 当初はいすゞ車で統一されていたが、1970年6月、川越駅 - 神明町車庫線のワンマン化に伴い日野車6両（社番5509 - 5514）が投入された。以降、各系統のワンマン化に伴う新車投入は日野車となり、残存するツーマン専用のいすゞ車も1973年日野車に置き換えられた。但し後述する小江戸名所めぐりバス専用車はいすゞ・エルガミオがベースのためいすゞ車の配置が復活している。
- 1971年、川越駅 - 東松山駅線のワンマン化で後乗り前降り方式を採用、整理券の使用を開始、青とアイボリーの新塗装（当時）の7両（社番5658 - 5664）が投入された。併せて、1970年投入のワンマン車6両に対して整理券発行器と運賃表示器の取り付け、方向幕の自動巻化、側面方向幕の後部入口ドア横への移設が実施された。
- 1997年にはKC-HU2MLCA形式の前後扉車2台(社番9554・9555)が配置されたが、これは東武バス全体においては当営業所の2台のみ存在する仕様であった。その後、9554は大宮営業事務所に、9555は岩槻営業所にそれぞれ転属している。
- 2016年には小江戸名所めぐりバスにスカイツリーシャトル上野浅草線専用車のようなガラスルーフを装備した岩戸工業ボディのいすゞ・エルガミオが1台導入され[23]、2017年にもカラーリングを変えて1台が追加導入された[24]。
- 2024年より1962年〜1967年の貸切車のカラーリングを再現した復刻塗装車が運行されている。